# Playboy: The Mansion
Playboy: The Mansion (tłum. Playboy: Rezydencja) – gra amerykańskich wytwórni ARUSH Publishing Corporation, Groove Media, Inc. i Cyberlore Studios, Inc. Stworzona została na zlecenie Playboy Enterprises International, Inc. w 2005 roku.

## Opis gry
Została ona wydana 11 stycznia 2005. Nawiązuje do życia Hugh Hefnera. W grze możemy wcielić się w niego i wydawać magazyn Playboy (tzn. zarządzanie tego typem imperium finansowym, zatrudnianie odpowiedniej kadry, organizowanie różnych imprez, sesji fotograficznych, itp.) Gra jest symulacją życia właściciela Playboya, jest podobna do gry The Sims, jednak można w niej kierować tylko jedną osobą. Gra została wykonana z zastosowaniem grafiki 3D.
W grze odnajdziemy autentyczne zdjęcia słynnej rezydencji Playboya oraz autentyczne postacie z życia m.in.:
- Tom Arnold
- José Canseco
- Carmen Electra
- David Fagin (The Rosenbergs)
- Tony Hawk
- Uncle Kracker
- Bridget Marquardt (The Girls Next Door)
- Dita von Teese
- Andrew W.K.
- Melissa Joan Hart
- Sum 41
- Felix da Housecat
- Ron Jeremy
- Paris Hilton
- Leonardo DiCaprio
- Three 6 Mafia
- Kendra Wilkinson (The Girls Next Door)
- Holly Madison (The Girls Next Door)

### Tryby gry
- kampania
- misja

### Dodatki
- Playboy: The Mansion – Private Party – 25 stycznia 2006 został wydany dodatek (Cyberlore Studios, Ubisoft) do tej gry.